# Klaus Pinkau
Klaus Pinkau (* 3. April 1931 in Leipzig; † 15. Oktober 2021) war ein deutscher Astro- und Plasmaphysiker. Er war zwischen 1981 und 1999 wissenschaftlicher Direktor des Max-Planck-Instituts für Plasmaphysik in Garching.

## Leben
Pinkau machte in Leipzig eine Lehre als Reproduktionsfotograf und studierte danach ab 1951 unter anderem bei Erich Kamke Mathematik an der Universität Tübingen und ab 1953 Physik an der Universität Hamburg in der Gruppe von Erich Bagge; der Diplom-Abschluss erfolgte 1956. 1955 ging er an die University of Bristol in die Arbeitsgruppe von Cecil Powell, wohin ihn Bagge zum Erlernen der Kernspuremulsionstechnik bei der Untersuchung Kosmischer Strahlung geschickt hatte. Kosmische Strahlung war damals noch ein natürlicher Ersatz für Beschleuniger in der Hochenergiephysik, ihre Bedeutung war aber bereits am Abklingen. Pinkau entwickelte in Bristol eine Methode aus den Kaskadenschauern, die hochenergetische Gammaquanten erzeugen, deren ursprüngliche Energie zu bestimmen. In Bristol wurde er 1958 promoviert und war dort bis 1960 Research Assistant. 1960 ging er wieder zurück nach Deutschland zu Bagge, der inzwischen an die Christian-Albrechts-Universität Kiel gewechselt war. Dort habilitierte er sich 1963 und war danach Privatdozent.
1964/65 war Pinkau Gastprofessor an der Louisiana State University. Einen Ruf auf eine volle Professur an der Louisiana State University lehnte er ab, um auf Einladung von Reimar Lüst nach München ans Max-Planck-Institut für extraterrestrische Physik in Garching zu gehen; sein Ziel war die Erforschung extraterrestrischer Gammaquellen. In München war Pinkau ein Pionier der Gammastrahlen-Astronomie in Deutschland. Einen Ruf als Professor für Astronomie nach Tübingen schlug er 1969 aus und wurde stellvertretender Direktor und 1972 bis 1977 geschäftsführender Direktor des MPI für extraterrestrische Physik. In dieser Zeit betreute sein Institut den COS-B-Satelliten, der 1975 gestartet wurde. Gleichzeitig war er ab 1969 Professor an der TU München.
1981 wandte er sich der Plasmaphysik und Fusionsforschung zu, als er wissenschaftlicher Direktor des Max-Planck-Instituts für Plasmaphysik wurde, was er bis 1999 blieb. Bei seinem Dienstbeginn als Direktor war das Institut in einer schwierigen Lage, es war 1978 in der Bewerbung um den Joint European Torus dem britischen Culham unterlegen. Unter seiner Direktion wurde dort ab 1982 ASDEX Upgrade entwickelt, der 1991 in Betrieb ging. 1987 bis 1990 war er Vorsitzender des Rates des Joint European Torus. Ein weiterer Erfolg seiner Zeit als Direktor war die Genehmigung von Wendelstein 7-X 1995.
Er befasste sich auch weiter mit Gammastrahlenastronomie und war in den 1990er Jahren leitender Wissenschaftler beim EGRET-Experiment der NASA im Compton Gamma Ray Observatory.
Er war Mitglied der Berlin-Brandenburgischen Akademie der Wissenschaften, war deren Vizedirektor und war 1980 bis 1990 Vorsitzender von deren Gründungsausschuss. Er war zeitweise Vorsitzender des wissenschaftlichen Beratungsgremiums der ESA und des Gutachterausschusses Großprojekte der Grundlagenforschung des Bundesforschungsministeriums. Er war Mitglied des Senats der Max-Planck-Gesellschaft und bis 1999 Vorsitzender des Beratungskomitees der Europäischen Union für Fusionsprogramme. Von 2004 bis 2008 war er wissenschaftlicher Direktor des Alfried Krupp Wissenschaftskollegs Greifswald.

## Ehrungen und Auszeichnungen
- 1985 Ehrendoktorwürde (D. Sc.) der University of Bristol[2]
- 1987 Mitglied der Akademie der Wissenschaften zu Berlin[3], später der Berlin-Brandenburgischen Akademie der Wissenschaften[4]
- 1988 Fellow der American Physical Society[5]
- 1989 Mitglied der Academia Europaea[6]
- 1997 Wilhelm-Exner-Medaille[7]
- 1998 Ehrendoktor (Dr. rer. nat. h. c.) der Ernst-Moritz-Arndt-Universität Greifswald[8]
- 2001 Bayerischer Maximiliansordens für Wissenschaft und Kunst[9][10]
- Verdienstorden der Bundesrepublik Deutschland
  - Verdienstkreuz am Bande[11]
  - Verdienstkreuz 1. Klasse[11]
- Bayerischer Verdienstorden[11]

## Festschrift
- Isabella Milch (Redaktion) für das Max-Planck-Institut für Plasmaphysik: Fusion: Forschung & Forschungsmanagement : Festschrift für Klaus Pinkau, Verlag Garching und Greifswald: Max-Planck-Institut für Plasmaphysik 2021, ISBN 978-3-00-071044-5.